# 3M22 Zircon
Tên lửa 3M22 Zircon, cũng gọi là 3M22 Tsirkon (tiếng Nga: Циркон, NATO reporting name: SS-N-33) là tên lửa chống tàu vận tốc siêu vượt âm tầm rất xa sử dụng động cơ scramjet của Nga

## Lịch sử thiết kế
Ngay từ thập niên 1980, các kỹ sư Liên Xô đã chế tạo được vật liệu chịu nhiệt siêu hạng là hợp kim có biệt danh unobtainium (có gốc từ tiếng Anh un/obtain) mà các nước khác không thể đạt tới. Trên cơ sở này, Liên Xô đã bắt đầu nghiên cứu chế tạo và đến cuối thập niên 1980 đã phát triển thành công rất nhiều loại tên lửa gần đạt mức bội siêu thanh. Ví dụ như: Liên hiệp các nhà sản xuất khoa học công nghệ chế tạo máy NPO Mashinostroyenia chế tạo tên lửa P-750 Grom/Kh-80 Meteorit (Kh-80/AS-X-19 Koala) đạt vận tốc Mach 4, sau đó lại tiếp tục chế tạo loại tên lửa siêu thanh mang mật danh 4002. Còn Cục thiết kế chế tạo máy Raduga phát triển thành công tên lửa siêu thanh X-90 GELA (Kh-90/AS-X-21) đạt vận tốc khoảng Mach 4 - 5. Dựa trên cơ sở hệ thống tên lửa phòng không S-200, Liên Xô đã chế tạo thành công tên lửa bội siêu thanh Kholod. Năm 1991, tên lửa này đã thử nghiệm thành công đạt vận tốc Mach 5,75 (6.500 km/h).
Việc Liên Xô tan rã khiến các dự án đình trệ. Tuy nhiên, trên cơ sở Kholod, Nga tiếp tục phát triển các dự án tên lửa hành trình siêu vượt âm, từ đó cho ra thành quả là tên lửa Zircon.

## Tính năng

### Tầm bắn
Zircon có tầm bắn lên tới 1.000 km, gấp 3 lần so với tầm bắn của tên lửa chống hạm Harpoon Block IV, loại tên lửa chống hạm hiện đại nhất của Mỹ vào năm 2018. Một số nguồn còn cho rằng Zircon có tầm bắn lên tới 1.000 - 2.000 km tùy theo kiểu mục tiêu. Con số này vượt xa hơn tầm bắn của các hệ thống phòng không trên tàu chiến hoặc tầm bay của máy bay tiêm kích từ tàu sân bay của địch (ví dụ như tiêm kích F/A-18E/F trên tàu sân bay Mỹ có bán kính chiến đấu không quá 758 km).
Tầm bắn rất xa của Zircon đem lại lợi thế chiến thuật rất lớn: nó cho phép máy bay, tàu chiến của Nga tấn công các chiến hạm địch ở ngoài phạm vi mà địch có thể bắn trả.
Theo thứ trưởng Bộ Quốc phòng Nga Dimitry Bulgakov cho biết, Zircon có thể đã sử dụng một loại nhiên liệu mới định danh "Decylin-M" giúp tăng tầm bắn lên mức xa như vậy.

### Hệ thống dẫn đường
Zircon có tầm bay rất xa (trên 1.000 km), vượt ngoài tầm quét của các loại radar trên tàu chiến hoặc máy bay mang nó, do vậy tên lửa cần được cung cấp tọa độ mục tiêu từ các phương tiện khác (vệ tinh, máy bay trinh sát, tàu ngầm do thám...). Quân đội Nga hiện đang sử dụng hệ thống định vị vệ tinh Liana, hệ thống trinh sát không gian và nhắm mục tiêu thế hệ thứ hai. Liana sử dụng các vệ tinh có quỹ đạo bay ở độ cao 1.000 km với bán kính quan sát rộng hàng nghìn km, trong đó vệ tinh Lotos-S của hệ thống Liana sẽ được giao nhiệm vụ giám sát mặt đất, trong khi các vệ tinh Pion-NKS chuyên nhiệm giám sát vùng biển. Bằng camera có độ phân giải cao, Pion-NKS sẽ liên tục theo dõi, cập nhật vị trí của các nhóm tàu chiến đối phương ở bất kỳ vùng biển nào trên thế giới, và truyền liên tục về trung tâm chỉ huy của Nga. Trong trường hợp xảy ra chiến tranh, vị trí các nhóm tàu chiến đối phương sẽ ngay lập tức được vệ tinh cung cấp cho các đơn vị tác chiến của quân đội Nga để thực hiện đòn tấn công tầm xa bằng Zircon.
Hệ thống dẫn đường của Zircon sử dụng chế độ hỗn hợp, bao gồm hệ quán tính, radar, định vị vệ tinh và có thể là cả camera quang hình/hồng ngoại. Hệ thống dẫn đường đa chế độ giúp cho Zircon có khả năng "bắn và quên", tức là tàu chiến/máy bay không cần phải tự phát hiện và theo dõi vị trí của tàu địch mà chỉ cần nạp tọa độ ban đầu của mục tiêu (do vệ tinh hoặc máy bay trinh sát cung cấp) rồi phóng Zircon. Sau khi phóng, chiếc tàu chiến/máy bay không cần phải điều khiển tên lửa nữa mà chạy tới chỗ khác để tránh bị bắn trả, còn bản thân quả Zircon sẽ tự bay tiếp và nhận thông tin vị trí mục tiêu do vệ tinh gửi tới (Zircon có khả năng nhận tín hiệu vệ tinh ngay sau khi được phóng lên), hoặc tự tìm kiếm vị trí mục tiêu bằng đầu dò radar/camera quang hình/hồng ngoại của chính nó
Hệ thống dẫn đường đa chế độ còn làm tăng khả năng chống nhiễu của tên lửa, nếu 1 phương thức dẫn đường bị vô hiệu hóa thì Zircon sẽ tự động sử dụng phương thức dẫn đường khác. Ví dụ: nếu tàu chiến đối phương sử dụng mồi bẫy và máy làm nhiễu radar thì Zircon sẽ tự động chuyển sang dùng camera quang hình/hồng ngoại để nhận dạng mục tiêu bằng hình ảnh camera hoặc tín hiệu hồng ngoại, nếu đối phương tiếp tục tung màn khói để ẩn nấp khỏi camera thì tên lửa sẽ tự dự đoán vị trí mục tiêu thông qua phương pháp định vị quán tính. Do đó, việc gây nhiễu hoặc đánh lừa Zircon là rất khó.

### Vận tốc siêu vượt âm
Zircon có thể bay với tốc độ cực nhanh là khoảng Mach 8 - 9, thậm chí có lúc đạt tới Mach 10 (trên 12.000 km/giờ) khi bay ở độ cao lớn, hoặc đạt tới khoảng Mach 7 - 8 khi bay ở độ cao thấp (do ma sát với không khí tăng lên khiến tên lửa bay chậm hơn). Như vậy, để vượt qua quãng đường 1.000 km, tên lửa sẽ chỉ mất khoảng 5 - 6 phút để bay tới mục tiêu.
Cũng như các tên lửa chống hạm hiện đại, Zircon có thể bay áp sát mặt biển (sea-skimming) với độ cao cách mặt biển chỉ khoảng vài mét, khiến cho radar và các thiết bị quang học - hồng ngoại trên tàu chiến địch chỉ có thể phát hiện nó ở khoảng cách dưới 30 km, ở cự ly này thì chỉ còn 10 giây trước khi Zircon lao tới mục tiêu. Với 10 giây ngắn ngủi này, hệ thống phòng thủ trên các chiến hạm đối phương sẽ gần như không có cơ hội nào để đánh chặn quả tên lửa (thậm chí thủy thủ trên con tàu còn chưa kịp phát hiệu lệnh cảnh báo thì tên lửa đã bay tới rồi). Vận tốc này khiến 3M22 Zircon trở thành loại tên lửa hành trình tiên tiến và khó đánh chặn bậc nhất thế giới.
Do Zircon đạt tốc độ cao như vậy, ma sát cực mạnh với không khí sẽ tạo ra một đám mây plasma bao quanh tên lửa, đám mây này có khả năng hấp thụ hầu hết tín hiệu sóng radar (tàng hình plasma). Do vậy, tên lửa Zircon có khả năng "tàng hình" trước các hệ thống radar phòng không, đối phương sẽ không thể phát hiện ra tín hiệu của nó hoặc chỉ phát hiện ra khi tên lửa đã ở cự ly gần, nên không còn kịp để triển khai đánh chặn.
Kể cả khi tàu địch phát hiện được Zircon thì việc đánh chặn nó cũng gần như là không thể với các loại vũ khí phòng không hiện có vào năm 2020. Ví dụ như tên lửa phòng không RIM-67 Standard, RIM-162 ESSM và RIM-174 Standard ERAM (SM-6) của khu trục hạm Mỹ chỉ có thể đánh chặn tên lửa hành trình có vận tốc tối đa khoảng Mach 4, tên lửa Sea Ceptor của khu trục hạm Anh thì có thể chặn được tên lửa hành trình có vận tốc tối đa khoảng Mach 3,5. Trong khi đó, Zircon đạt vận tốc tới Mach 8 - 10, tức là nằm ngoài khả năng đánh chặn của những loại tên lửa phòng không này.
Để tên lửa hành trình đạt tốc độ cực lớn này, các kỹ sư Nga đã giải quyết được 3 vấn đề hóc búa là chế tạo loại nhiên liệu tên lửa mới có đủ sức mạnh, động cơ phản lực cực bền và lớp vật liệu tổng hợp có khả năng chịu nhiệt cực cao, bởi khi bay ở tốc độ bội siêu thanh thì tên lửa sẽ bị nung nóng đến hàng ngàn độ C do ma sát với không khí (các tàu vũ trụ và tên lửa liên lục địa cũng có tốc độ bội siêu thanh, nhưng vì có quỹ đạo vượt ra ngoài không gian vũ trụ, nơi không có không khí nên chúng không cần lớp vỏ chịu nhiệt cực cao như Zircon). Ngay cả tên lửa hành trình siêu vượt âm Boeing X-51A Waverider đang được Mỹ thử nghiệm cũng không thể sánh được với Zircon (trong lần thử nghiệm vào tháng 5/2013, một tên lửa X-51A cũng chỉ có thể đạt tới vận tốc cao nhất là Mach 5,1 và đã phát nổ sau 7 phút bay).
Vận tốc cực cao của 3M22 Zircon không chỉ giúp nó khó bị đối phương đánh chặn, mà cũng giúp tăng sức tàn phá của tên lửa khi va chạm vào mục tiêu. Theo tính toán, 1 tên lửa nặng 2 tấn, bay với vận tốc 3 km/giây như 3M22 Zircon sẽ tạo ra động năng đạt tới 9 tỷ jun (tương đương sức công phá của 2.150 kg thuốc nổ TNT). Với sức mạnh động năng rất lớn này, chỉ cần 1 quả Zircon trúng đích cũng có thể bẻ gãy đôi hoặc làm hư hại nặng cả 1 tàu sân bay cỡ lớn, ngay cả khi đầu đạn của tên lửa chưa phát nổ.

### Chiến thuật "bầy sói"
Cũng giống các tên lửa Liên Xô tiền nhiệm như tên lửa P-700 Granit, chắc chắn Zircon cũng có phần mềm "trí tuệ nhân tạo" AI, gồm 1 máy tính kỹ thuật số mạnh gồm nhiều bộ vi xử lý và bộ thiết bị chống đối kháng điện tử để tránh các biện pháp gây nhiễu của kẻ thù. Máy tính có thể ra lệnh cho tên lửa thực hiện đường bay thao diễn đa dạng ở nhiều độ cao khác nhau. Hệ thống AI được cài đặt dữ liệu nhận dạng các kiểu tàu chiến trên thế giới, không chỉ tự động tính toán kích thước và hình dáng mục tiêu mà còn có thể phát hiện tín hiệu điện từ và các thông số đặc trưng khác của từng loại tàu chiến đối phương. Zircon còn được nạp thông tin chiến thuật về các đội hình tàu chiến khác nhau, cho phép tên lửa nhận định chính xác biên đội tàu chiến phía trước là nhóm tàu hộ tống, cụm tàu sân bay chiến đấu hay lực lượng đổ bộ. Dựa vào dữ liệu nhận dạng này, tên lửa sẽ tự nhận biết và tấn công mục tiêu chính trong đội hình tàu chiến đối phương.
Tên lửa khi bắn vào một nhóm tàu địch (ví dụ như một nhóm tác chiến tàu sân bay gồm 1 tàu sân bay và 4 tới 8 tàu khu trục) sẽ có một chế độ dẫn đường độc đáo. Một trong các tên lửa sẽ chịu trách nhiệm chỉ định mục tiêu, nó sẽ bay lên độ cao lớn hơn để chỉ định các mục tiêu, trong khi các tên lửa khác vẫn bay sát mặt biển nhằm chống bị đánh chặn. Trí tuệ nhân tạo trang bị trên các tên lửa tạo thành một mạng lưới thông minh, liên tục kết nối để hỗ trợ lẫn nhau. Nếu tên lửa chỉ huy bị đối phương bắn hạ, một tên lửa khác trong đội hình sẽ tự động tăng độ cao để thế chỗ của nó. Tên lửa có thể tự phân biệt các mục tiêu, và tự động quyết định mục tiêu nào cần phải tiêu diệt trước bằng những thông tin được lập trình sẵn ở máy tính trong tên lửa. Nếu mục tiêu quan trọng nhất là chiếc tàu sân bay (hoặc chiếc tàu chính yếu nhất trong đội hình) đã bị các tên lửa trước đó tiêu diệt, các tên lửa còn lại sẽ nhanh chóng tính toán lại nhiệm vụ, chuyển sang tấn công các mục tiêu khác theo thứ tự quan trọng từ cao xuống thấp. Điều này giống như một đàn hàng chục con sói cùng lao tới kết liễu con mồi theo một kế hoạch được phân công thống nhất, nên được gọi là Chiến thuật bầy sói.
Theo tính toán của các chuyên gia, chỉ cần 2 quả tên lửa Zircon tấn công một cụm gồm 1 tàu sân bay cùng 2 chiếc khu trục hạm hiện đại của Mỹ cũng có thể đánh hỏng nặng hoặc đánh chìm ít nhất 1 tàu trong đội hình với xác suất 70 - 80%, một loạt phóng 4 tên lửa thì đảm bảo đánh trúng cả hai tàu. Nếu tàu khu trục Nga phóng cả một loạt 16 quả tên lửa 3M22 Zircon thì đảm bảo tiêu diệt tàu sân bay đối phương với xác suất 80 - 85%, và cùng với nó là từ 2 đến 3 chiếc tàu khu trục hộ tống cũng bị tiêu diệt. Mỗi chiếc tàu ngầm tấn công lớp Yasen của Nga có thể mang theo 40 hoặc 50 tên lửa Zircon, nếu phóng toàn bộ số tên lửa này thì có thể tiêu diệt toàn bộ cả một cụm tàu sân bay của địch (gồm 1 tàu sân bay cùng với 8 tàu khu trục hộ tống cho nó).

## Trang bị
Tên lửa 3M22 Zircon sẽ được trang bị cho hàng loạt tàu chiến Nga, ví dụ như tàu ngầm hạt nhân lớp Oscar II, tàu ngầm hạt nhân lớp Husky thế hệ thứ năm, tàu tàu dương hạt nhân Project 11442 lớp Kirov, các loại tàu khu trục... Nó sẽ thay thế tên lửa chống tàu siêu thanh P-700 Granit (tầm bắn 600 km) ra đời từ thập niên 1970.
Tên lửa Zircon sẽ được dùng chung hệ thống phóng đa dụng 3S14 với các loại tên lửa khác là P-800 Oniks và 3M-54 Klub, do vậy các tàu chiến, tàu ngầm của Nga sẽ không mất chi phí khi chuyển đổi sang sử dụng tên lửa Zircon. Ngày 24/12/2019, Tổng thống Nga Putin tuyên bố, Zircon phiên bản mới - bố trí trên xe phóng mặt đất, đang được phát triển.
Theo Chuẩn Đô đốc Nga Vsevolod Khmyrov, mỗi tàu khu trục Nga có khả năng phóng đồng thời khoảng 40 tên lửa Zircon. Nhà báo Gernot Kramper trên tạp chí Stern của Đức cho rằng "Chỉ có hệ thống phòng thủ bằng vũ khí laser may ra có thể đương đầu nổi với loại tên lửa lợi hại như vậy", nhưng vũ khí phòng không bằng năng lượng laser là một công nghệ tương lai, chưa thể ra đời ít nhất là cho tới năm 2030.
Đầu tháng 12/2019, từng xuất hiện nhiều đồn đoán về việc Nga đã bí mật dùng phiên bản tấn công mục tiêu mặt đất của Zircon để tấn công phiến quân tại Idlib (Syria) khi quả tên lửa này chỉ mất 137 giây để tấn công và phá hủy mục tiêu cách đó gần 300 km.
Cuối tháng 11/2020, tên lửa Zircon đã được thử nghiệm thành công ở Bắc Băng Dương. Tên lửa được phóng từ tàu khu trục "Đô đốc Gorshkov" - chiếc tàu đầu tiên thuộc Đề án 22350 (Project 22350), đã bay vượt quãng đường 450 km chỉ trong vòng 3 phút và đánh trúng mục tiêu ở Biển Barents. Ngày 11/12/2020, tàu Đô đốc Gorshkov tiếp tục phóng 1 quả Zircon đánh trúng mục tiêu ở khoảng cách 350 km, tại bãi tập Chizha ở tỉnh Arkhangelsk.
Tạp chí National Interest dẫn lời Tổng biên tập kiêm nhà phân tích quân sự Harry J. Kazianis rằng, tàu sân bay mới nhất của Hải quân Mỹ USS Gerald Ford có chi phí 15 tỷ USD cũng có thể bị biến thành "nấm mồ nhiều tỷ USD cho hàng nghìn thủy thủ Hoa Kỳ" bởi nó có thể bị tấn công với số lượng lớn tên lửa đối hạm siêu âm như 3M22 Zircon từ khoảng cách xa.
Quân đội Mỹ cũng đang phát triển các hệ thống tên lửa bội siêu thanh giống như Zircon. Tuy nhiên, tháng 2/2020, Bộ Quốc phòng Mỹ đã tuyên bố sẽ ngừng chương trình phát triển vũ khí siêu vượt âm tương lai của Không quân (HCSW) để dành nguồn lực cho chương trình vũ khí siêu vượt âm khác có tiềm năng hơn là Vũ khí không quân phản ứng nhanh - ARRW. Tướng Ryan McCarthy thuộc quân đội Mỹ cho rằng, muốn thực hiện được tham vọng này, trước hết Mỹ phải khắc phục được vấn đề rất khó là chế tạo được vỏ và động cơ đáng tin cậy dành cho tên lửa bội siêu thanh, bởi khi bay ở tốc độ bội siêu thanh trong khí quyển thì tên lửa sẽ bị nung nóng đến hàng ngàn độ C.
Tờ báo Daily Mail của Anh nhận định, tốc độ của tên lửa Zircon nhanh gấp đôi tốc độ tối đa mà tên lửa phòng không Sea Ceptor (được trang bị trên tàu sân bay mới nhất HMS Queen Elizabeth của Hải quân Anh) có thể đánh chặn. Theo AFP, tướng John Hyten, Chỉ huy trưởng Cục Tác chiến Chiến lược của quân đội Mỹ, trong một phiên điều trần trước Ủy ban Quân lực Thượng viện Mỹ đã nói rằng: "Chúng ta không có biện pháp phòng thủ trước chúng (các tên lửa hành trình siêu vượt âm), nhất là khi bảo vệ các đồng minh châu Âu". Đại diện Hải quân Mỹ, tướng Paul Berk và giới lãnh đạo Quân đội Anh hồi tháng 7/2017 cũng đã công nhận rằng, hiện cả Anh và Mỹ cũng chưa thể phát triển được những hệ thống phòng không có thể đánh chặn Zircon

## Nước trang bị
Nga